# Taubenklippe

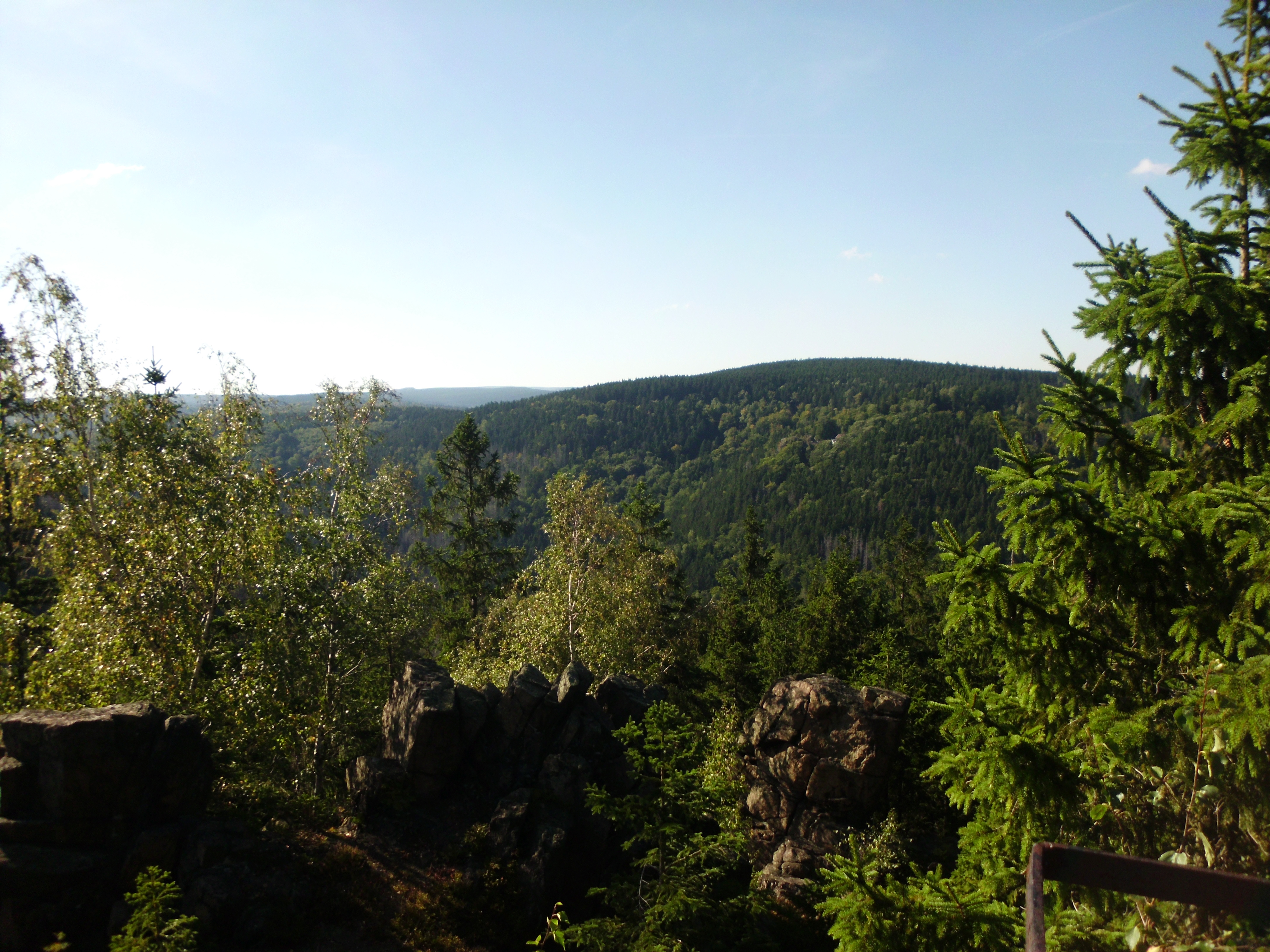
Taubenklippe

Die Taubenklippe im Harz ist eine Felsformation nahe Ilsenburg im Landkreis Harz in Sachsen-Anhalt.

## Geographische Lage
Die Taubenklippe liegt im Nordteil des Hochharzes im Nationalpark Harz. Sie befindet sich etwa auf halber Strecke zwischen Ilsenburg und dem westlich in Niedersachsen benachbarten Bad Harzburg auf dem Osthang des Eckertals auf 560,3 m ü. NN. Sie bildet den Nordwestsporn des Frankenbergs (ca. 570 m ü. NN).

## Aussichtsmöglichkeit und Wandern
Von der Taubenklippe ist die Aussicht in das Harzvorland und zum Brocken möglich; zudem fällt der Blick auf die Höhenzüge bei Bad Harzburg mit der Rabenklippe (inklusive dortigem Waldgasthaus Rabenklippe) auf der gegenüberliegenden Seite des Eckertals. Zu erreichen ist die Klippe durch das Eckertal wandernd oder auf einem etwa 6 km langen Wanderweg, der in Ilsenburg beginnt. Die Klippe ist als Nr. 4 in das System der Stempelstellen der Harzer Wandernadel einbezogen; die Stempelstelle befindet sich neben einer an der Klippe stehenden Schutzhütte.